# Mark Ronson
Mark Ronson (født Mark Daniel Ronson 4. september 1975 i London, England) er en engelsk Dj.

## Diskografi

### Album
Mark Ronson har udgivet 3 CDer:
- Here Comes the Fuzz (2003)
- Version (2007)
- "Uptown Special" (2015)

### Singler
Mark Ronson har udgivet 9 singler:
- Ooh Wee (med Ghostface Killah, Nate Dogg, Trife Da God & Saigon) (2003)
- Just (med Alex Greenwald) (2006)
- Stop Me (med Daniel Merriweather) (2007)
- Oh My God (med Lily Allen) (2007)
- Valerie (med Amy Winehouse) (2007)
- Just (med Alex Greenwald) (2008)
- Anywhere in the world (med Katy B) (2012)
- Uptown Funk (med Bruno Mars) (2014)
- Nothing breaks like a heart   med Miley Cyrus (2018)